# 尼罗火山口沙丘场

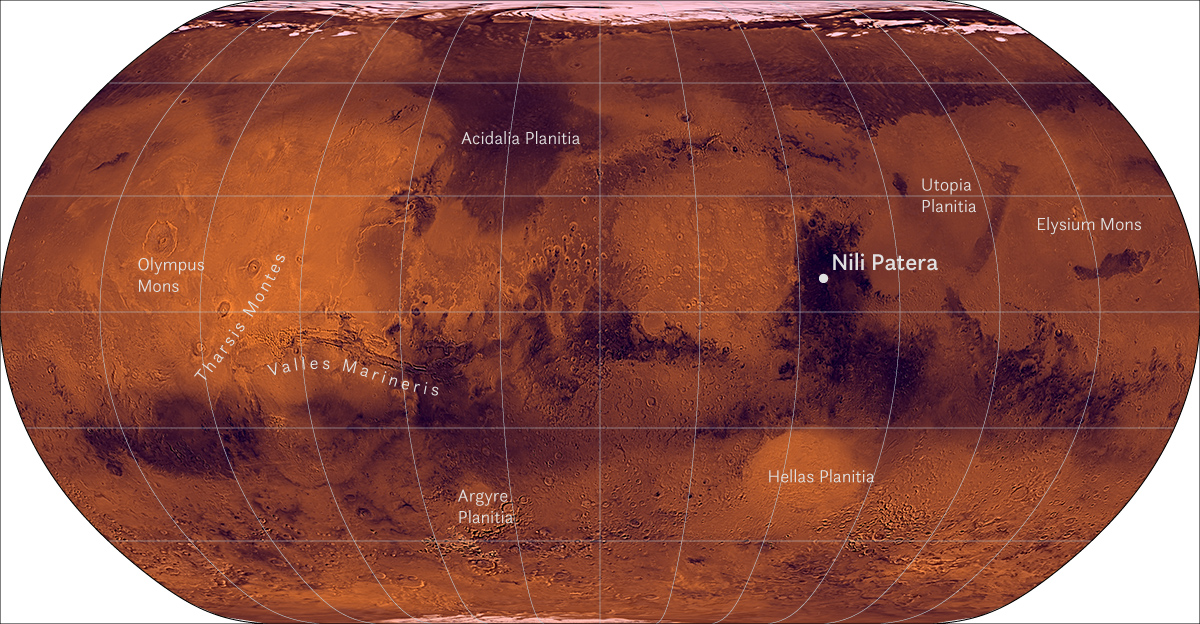
尼罗火山口的位置

尼罗火山口（Nili Patera）是火星上的一处沙丘场，位于火星赤道附近大瑟提斯尼罗破火山口，一座古火山遗址的熔岩平原顶部，其位置坐标为北纬8.7度，东经67.3度。它是火星上最活跃的沙丘场之一，火星勘测轨道飞行器上的高分辨率成像科学设备相机正以每六周一次的拍摄频率对它进行积极的研究。对沙丘运动的研究提供了随时间变化的风况信息，并可进一步研究火星地貌的表面侵蚀特征。这些信息可用于未来火星探测的开发和设计.。火山口场的沙丘属于新月形形态，高分辨率成像科学设备的研究首次确定了火星上至少存在1米（3.3英尺）的沙丘和涟漪运动。火山口沙丘场也是第一个使用COSI-Corr软件进行调查的区域，该软件最初用于分析地球上的沙丘移动。尼罗火山口场监测所提供的证据研究表明，火星上的沙通量约为每年数立方米/米，类似于在南极洲维多利亚谷沙丘观测到的通量。

## 调查

2007年至2010年的三年期间拍摄的尼罗火山口沙丘场的延时摄影，显示了沙丘涟漪的运动。

在从水手9号开始到火星奥德赛号结束的35年时间中，都没有发现火星上的沙丘运动。直到那时，科学家们还在一直推测火星沙丘的静态或动态性质。为了回答这一问题，高分辨率成像科学设备在不同时间检查了尼罗火山沙丘，并使用分析沙丘运动的软件分析了结果，该软件通过检查不同时间的照片差异来分析沙丘的运动。研究发现，随着时间的推移，火山口沙丘的形态发生了变化，因此，尼罗火山口沙丘场具有非常动态的结构特征。此外，还发现沙丘顶部和底层之间存在速度差异，顶层涟漪的移动速度快于底部波纹，这表明沙丘作为一个整体在火星上移动。 
涟漪的迁移相较于整座沙丘的通量率已被测出，并根据该计算确定了形成涟漪迁移的低能沙粒（称为“雷普顿”）与高能沙粒（萨尔顿）的相对比例。萨尔顿被检测为主要造成了沙丘的整体移动，这种运动机制被称为跃移，现已确定尼罗火山口的沙丘在现有风力条件下处于活跃状态，并作为一个整体移动。由于火星大气层较薄，风速必须比地球上快约10倍，才能使沙粒移动，火星上很少出现这种强风，但由于火星大气层较稀薄，且引力较低，沙粒一旦开始移动，速度就会比地球上快得更，移动的距离也更远。
从理论上讲，在火星上，一旦强风引发沙粒运动，由于行星较低的重力和稀薄大气的低阻力，即便较弱的风也可维持沙丘的运动。尼罗火山口沙丘场沙丘下浅色的表面是已冷却的古老熔岩。熔岩表面的裂缝内填满了可能来自火山的黑沙，但，目前尚不清楚这些火山砂是来自当地火山口，还是从另一火山遗址吹刮而来。
尼罗火山口沙丘的沙流量，即通量，大约等于南极洲 维多利亚谷中沙丘的通量。尼罗火山口的沙丘运动可用来预测喷砂对岩石所造成的侵蚀率。根据收集到的证据，预计岩石侵蚀率将与南极洲相接近。在《自然》杂志上发表的一篇论文中，美国宇航局科学家们报告称，他们已经检测到尼罗火山口沙丘高达200英尺（61米）、作为“整个火星地貌连贯单元”的移动。这些发现加深了人们对风在火星地貌侵蚀现象中所起作用的理解，反过来，这可以更好地规划未来人类和机器人的火星探险任务。

## 高分辨率成像科学设备图像

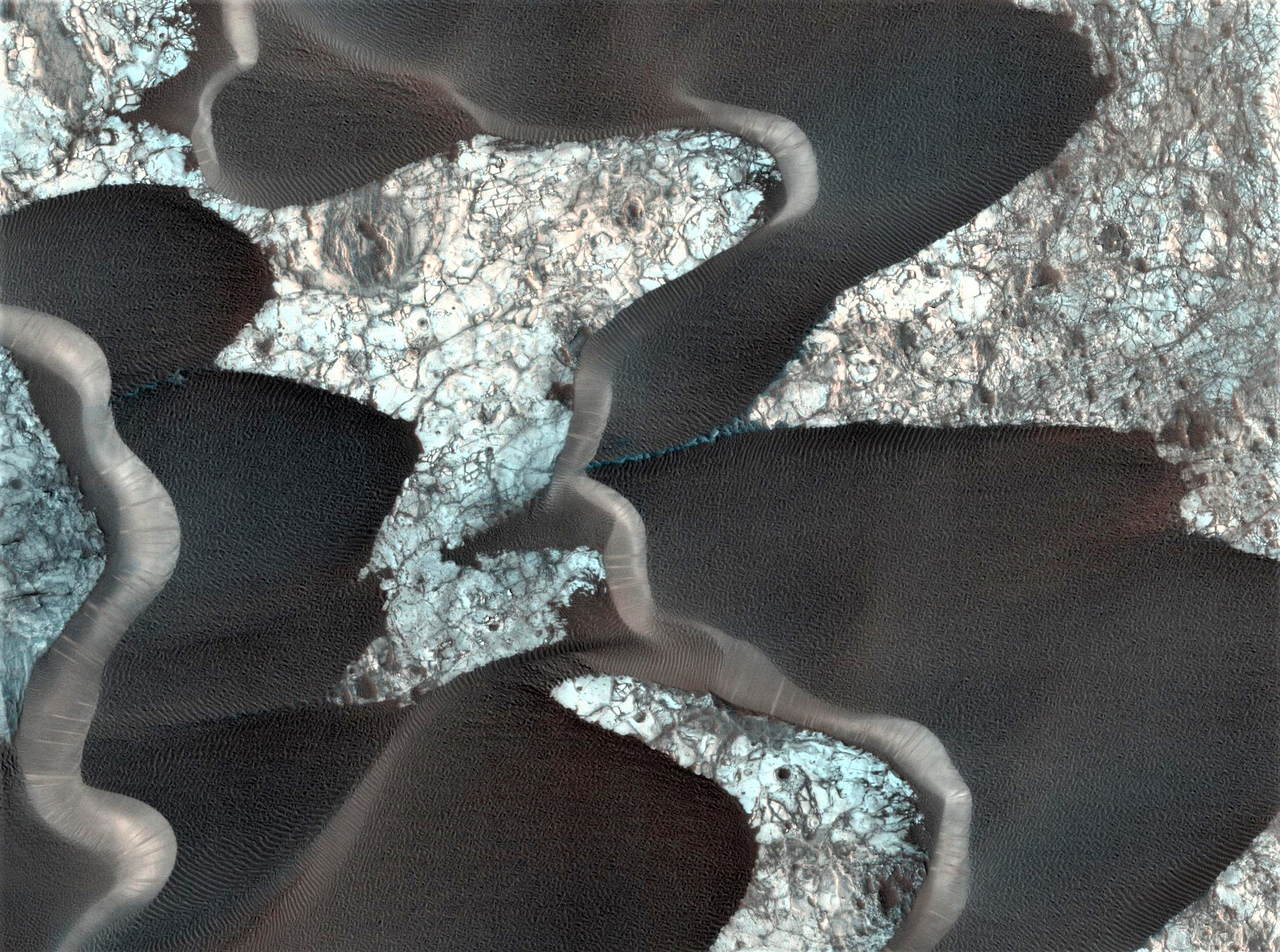
尼罗火山口上可能起源于火山的黑色沙丘，浅色的表面是已冷却的古老熔岩，熔岩地表的裂缝中填满了黑色的火山砂。
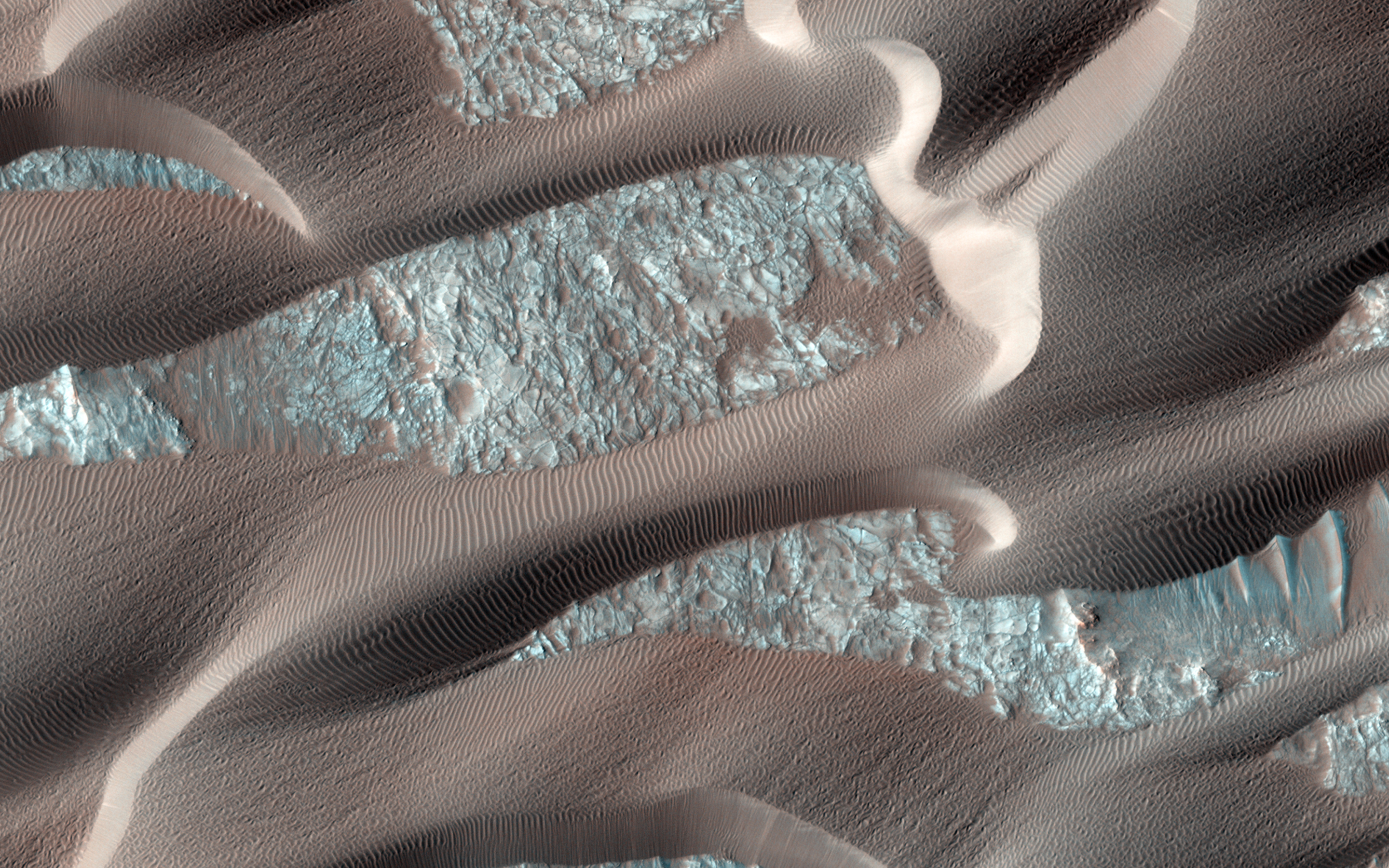
尼罗火山口中的沙丘，显示了风在中央沙丘背风侧造成的涟漪和崩塌。
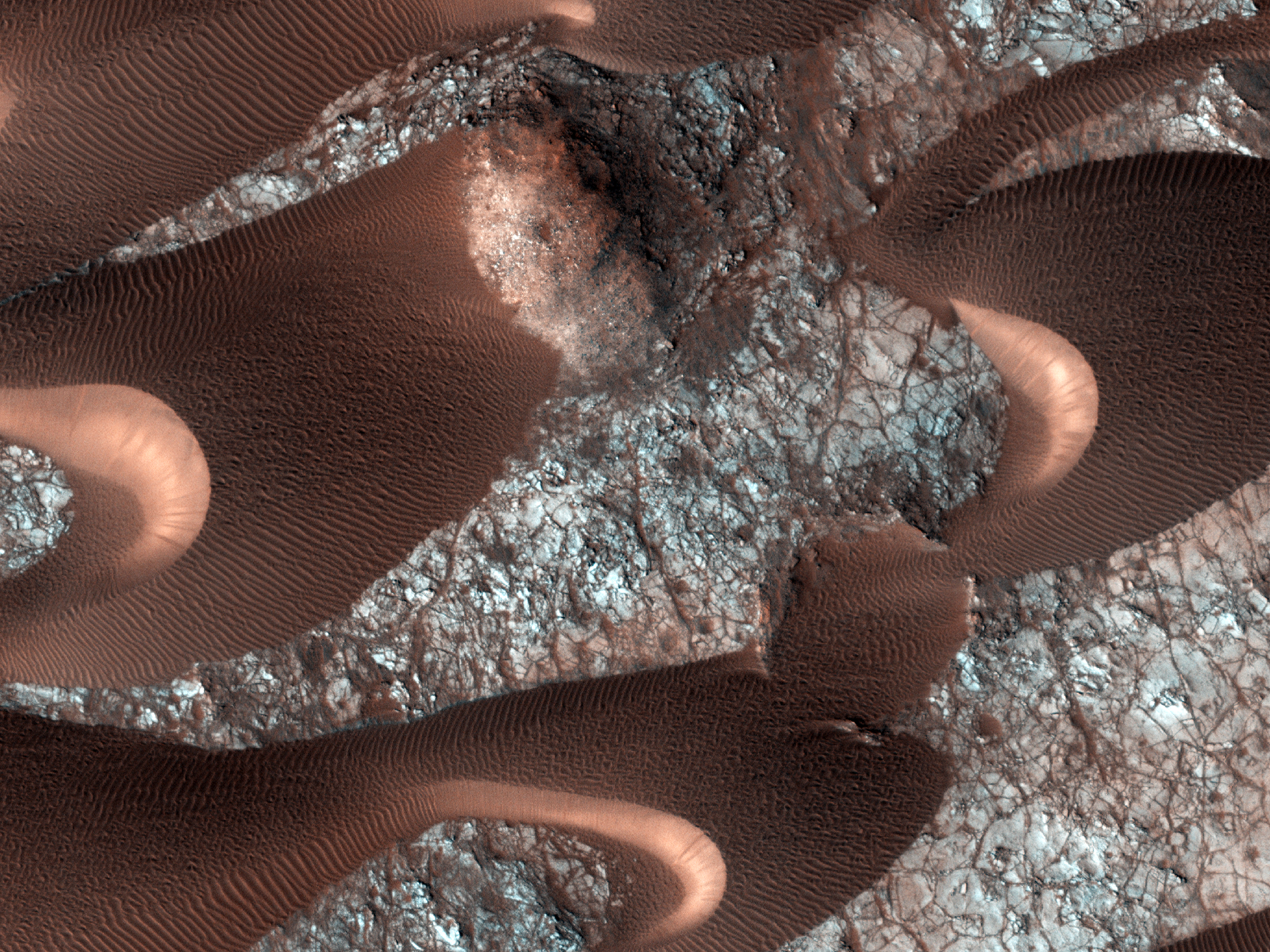
尼罗火山口中的新月形沙丘

## 另请查看
- 火星反照率特征列表
- 阿瓦洛斯沙丘群
- 哈葛尔沙丘场
- 奥林匹亚沙丘群
- 许珀玻瑞亚沙丘群
- 西顿沙丘群
- 阿斯普勒冬沙丘群
- 俄古革斯沙丘群